# 关彝
关彝（？—？），三国时蜀国汉寿亭侯，关兴庶子，关羽之孙。

## 生平
220年关羽死后，关彝父親关兴、哥哥关统先後繼承汉寿亭侯。由於關統死後沒留下後代，所以由关彝继汉寿亭侯。在《三国志》裴松之注引《蜀记》里收录一说，指庞德之子庞会随钟会、邓艾伐蜀，破蜀之后将关家灭族，可能暗示关彝可能死於庞会的手下，但由於《蜀记》當中沒有實際記載关彝的生世，因此這段記載的可信度有爭議也難以證實。
在小说《三国演义》中，关彝在蜀汉陷落时和太子刘璿一起死于乱军之中。